# Аксёнов, Владимир Михайлович
Владимир Михайлович Аксёнов (25 января 1951, Калинин) — советский футболист, выступавший на позиции полузащитника, футбольный тренер. Мастер спорта СССР. Известен по выступлениям за тверскую «Волгу», в составе которой сыграл более 300 матчей.

## Биография
В начале карьеры выступал за калининскую «Волгу». В 1969 году перешёл в московское «Динамо», но преимущественно выступал за дубль, сыграл 45 матчей и забил 5 голов в первенстве дублёров. В основном составе бело-голубых провёл один матч — 1 июня 1970 года в 1/8 финала Кубка СССР против «Арарата» вышел на замену в перерыве вместо Юрия Сёмина. «Динамо» в этом розыгрыше стало обладателем Кубка страны.
В 1971 году футболист вернулся в Калинин и в течение следующих десяти сезонов выступал за «Волгу». Всего за команду сыграл 336 матчей и забил 40 голов в первенствах страны. В 1975 году в составе «Волги» стал обладателем Кубка РСФСР.
После окончания карьеры играл за тверские клубы в соревнованиях КФК, также много лет работал детским тренером в СДЮСШОР г. Твери. Несколько раз работал со взрослыми коллективами, выступавшими в любительских соревнованиях, а также входил в тренерский штаб тверской «Волги». В 2013 году возглавлял «Верхневолжье» (Калининский район) в первенстве области.
Имеет высшее профессиональное образование и тренерскую лицензию «С». Награждён почётными грамотами губернатора области и главы города Твери.

## Личная жизнь
Женат. Сын Игорь (род. 1977) был профессиональным футболистом, затем тренером.